# 太思科技
太思科技有限公司成立于2005年。為整合手機移動性與創新性的解决方案提供商、通過實各種移動系统的整合來帮助無線運營商和其他服務提供商增加其增值業務。
所研發出行動裝置simome，結合手機與信用卡及悠遊卡之使用，並研發一機雙門號、手機NFC、結合節費晶片的手機網路電話卡、銀行手機密碼卡以及手機下注卡等

## 子公司
- 太思妙拓股份有限公司 北京分公司
- 太思股份有限公司  新加坡分公司
- 太思股份有限公司  香港分公司

## 外部連結
- http://www.taisys.com/（页面存档备份，存于）